# 360年代
360年代（さんびゃくろくじゅうねんだい）は、西暦（ユリウス暦）360年から369年までの10年間を指す十年紀。